# بيرند كراوس
بيرند كراوس (بالألمانية: Bernd Krauss)‏ مواليد 8 مايو 1957 في دورتموند، ألمانيا الغربية، هو لاعب كرة قدم نمساوي دولي سابق كان يلعب كمدافع. اعتزل اللعب عام 1990. سبق له أن لعب في كأس العالم لكرة القدم مع منتخب بلاده. بدأ مسيرته الرياضية عام 1976. لعب خلال مسيرته 359 مباراة سجل خلالها 26 هدفاً.

## المسيرة الاحترافية

### أندية لعب لها
- بوروسيا دورتموند
- رابيد فيينا
- بوروسيا مونشنغلادباخ